# ミンディ・エイベア

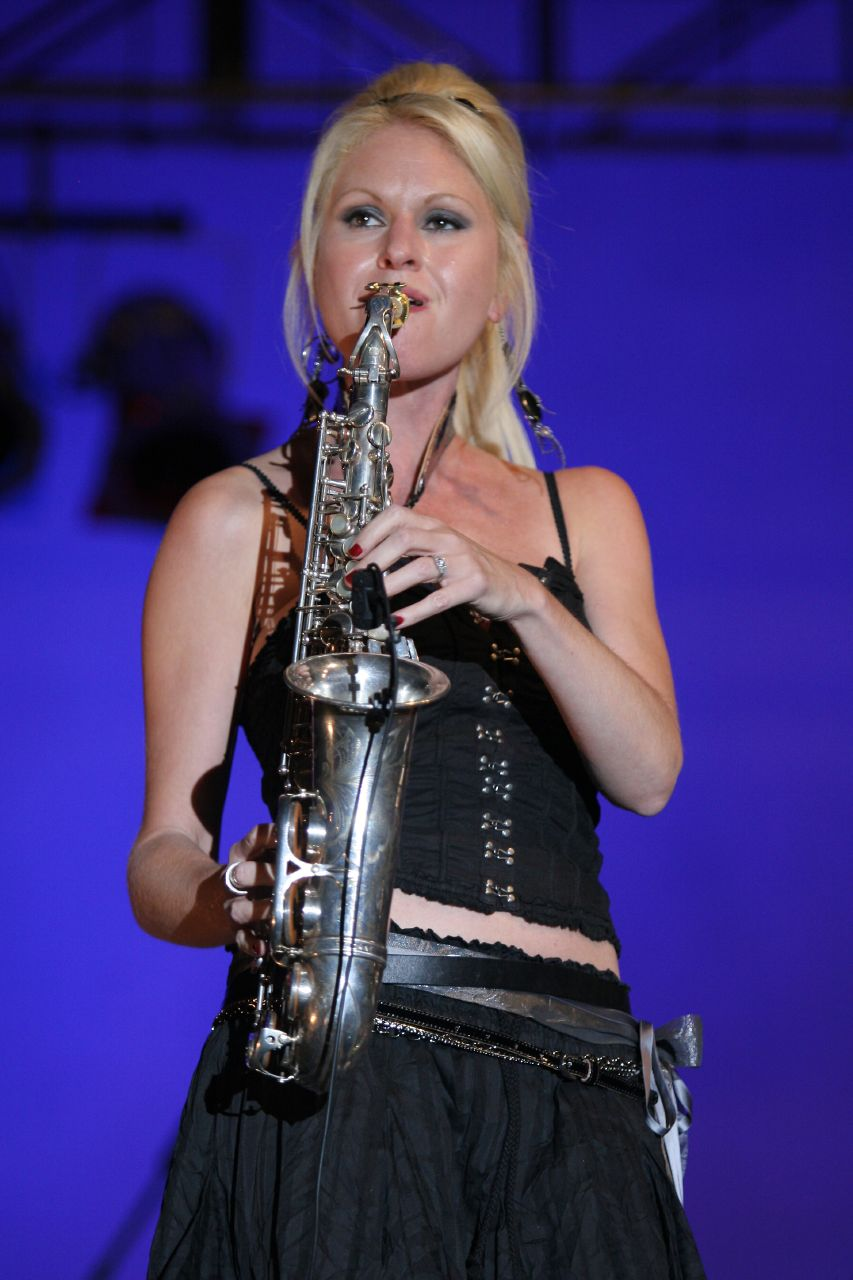
セルマー・マーク6アルトサックスを演奏するミンディ・エイベア

ミンディ・エイベア（Mindi Abair, 1969年5月23日 - ）は、アメリカのスムーズジャズ・サクソフォーン奏者。日本ではミンディの名義でCDが発売されている。

## 特徴
実力派の女性ジャズサックス奏者として、キャンディ・ダルファーとしばしば比較される。小さい頃はAmerican Top 40などのポップの影響を受けて育っていることから、ジャズとポップの融合したクロスオーバー的な音楽が持ち味。
エイベアはアルトサックス・ソプラノサックスに加え、フルートやキーボードも演奏するほか、自らボーカルをとることもある。高校時代にはドラムスも習っていた。

## 経歴
祖母がオペラ歌手、父親がプロのサックス奏者という家庭に生まれ、5歳からキーボードを、次いで8歳でサックスを始めた。高校時代にはマーチングバンドでサックスを演奏していた。バークリー音楽大学に進み、ジャズ、ロック、R&Bなどあらゆるジャンルの音楽を学んだ。
バークリー卒業後はロサンゼルスへ移り、しばらく自らのバンドで活動していたが、ジョナサン・バトラーと出会って彼のバンドに参加し、その後、アダム・サンドラー、バックストリート・ボーイズやマンディ・ムーアなどのバックを務めるようになった。ツアーなどで彼らをサポートする一方で自らの音楽スタイルを生み出していった。
2000年にアルバム『Always and Never the Same』を自主制作してすぐGRPレコードと契約し、2003年にアルバム『イット・ジャスト・ハプンズ・ザット・ウェイ』でデビューした。このアルバム・タイトルは、キャノンボール・アダレイのライブ・アルバム『In New York』の中の一節から取られている。
2004年のアルバム『カム・アズ・ユー・アー』、ケブ・モらをゲストに迎えた2006年の『ライフレス・オーディナリー』の後、ピーター・ホワイトのクリスマス・アルバムへの参加を経て、2008年にアルバム『スターズ』を発表している。
2008年、クリス・ボッティがホスト役を務めていたチルアウト中心のラジオ番組『Chill with Chris Botti』のパーソナリティを引き継ぎ、番組名も『Chill with Mindi Abair』として2015年まで担当した。
2009年にはナショナル・アカデミー・オブ・レコーディング・アーツ・アンド・サイエンス (NARAS) のロサンゼルス支部評議員長に選出され、2012年まで務めた。2013年には同支部長となった。

## ディスコグラフィ

### リーダー・アルバム
- Always and Never the Same（2000年、Abair/Hager）
- 『イット・ジャスト・ハプンズ・ザット・ウェイ』 - It Just Happens That Way（2003年、GRP）
- 『カム・アズ・ユー・アー』 - Come as You Are（2004年、GRP）
- 『ライフレス・オーディナリー』 - Life Less Ordinary（2006年、GRP）
- 『スターズ』 - Stars（2008年、ピーク）
- In Hi-Fi Stereo（2010年、ヘッズ・アップ）
- 『サマー・ホーンズ』 - Summer Horns（2013年、コンコード）※デイヴ・コーズ、ジェラルド・アルブライト、リチャード・エリオットとともに「Dave Koz And Friends」名義で発表
- Wild Heart（2014年、ヘッズ・アップ）
- Live in Seattle（2015年、ヘッズ・アップ）※「Mindi Abair & The Boneshakers」名義
- The EastWest Sessions（2017年、Pretty Good For A Girl）※「Mindi Abair & The Boneshakers」名義
- No Good Deed（2019年、Pretty Good For A Girl）※「Mindi Abair & The Boneshakers」名義
- Forever（2022年、Pretty Good For A Girl）
- I Can't Wait for Christmas（2024年、Pretty Good For A Girl）

### 参加アルバム
- ボビー・ライル：The Power Of Touch（1997年）
- アダム・サンドラー：What's Your Name?（1997年）
- ヘンリー・フィリップス：Number 2（1999年）
- ジェフ・ゴルブ：Soul Sessions（2003年）
- マイケル・ファインスタイン：Only One Life: The Songs Of Jimmy Webb（2003年）
- ケブ・モ：Peace... Back By Popular Demand（2004年）
- ピーチ：Real Thing（2004年）
- エリス・ホール：Straight Ahead（2004年）
- アラン・ヒューイット：Noche De Pasion（2004年）
- ピーター・ホワイト：『コンフィデンシャル』 - Confidential（2004年）
- ダニエル・ベンザリ：Benzali（2005年）
- ローレン・ゴールド：Keys（2005年）
- ヴァル・ワトソン：Live At The Funk Lounge（2005年）
- ランディ・ジェイコブズ：From Me To You（2005年）
- ラス・カンクル：Rivage（2008年）
- アイズ・オブ・マーチ：Still 19（2010年）
- グレッグ・マニング：The Calling（2010年）
- ジム・ピータリック・ライフフォース：Forces At Play（2011年）
- ブライト・フューチャーズ：Dark Past（2011年）
- モセアン・ワーカー：Candygram for Mowo（2011年）
- ケブ・モ：The Reflection（2011年）
- グルーヴ・キッド・ネーション：The Wheels On The Bus（2011年）
- テリー・ウォルマン：A Joyful Noise（2012年）
- クリス・マン：Home For Christmas: The Chris Mann Christmas Special（2013年）
- クリス・マン：Chris Mann In Concert: A Mann For All Seasons（2013年）
- ランディ・ジェイコブズ：Rhythm And The Beat（2013年）
- ジェフ・ゴルブ・ウィズ・ブライアン・オーガー：Train Keeps A Rolling（2014年）
- デイヴィッド・パック：Napa Crossroads（2014年）
- ボビー・ラッシュ&ブラインドドッグ・スモーキン：Decisions（2014年）
- スウィートピー・アトキンソン：Get What You Deserve（2017年）